# Konstanty Kononowicz
Konstanty Kononowicz ros. Константин Лукич Кононов (ur. 11 listopada 1892 w Łodzi, zm. 17 stycznia 1988 w San Francisco) – rosyjski wojskowy, rotmistrz dyplomowany Wojska Polskiego, nadkomisarz Straży Granicznej.

## Życiorys
W 1910 roku ukończył gimnazjum filologiczne w Chersoniu, w 1911 roku Konstantynowską Szkołę Artylerii, zaś w 1913 roku szkołę kawaleryjską w Jelizawetgradzie. Służył w stopniu podporucznika w 8 Pułku Dragonów. Brał udział w I wojnie światowej. Od połowy grudnia 1914 roku służył w oddziale karabinów maszynowych 8 Dywizji Kawalerii. W połowie czerwca 1915 roku objął dowodzenie oddziałem łączności saperów 8 Pułku Dragonów. W marcu 1916 roku awansował do stopnia porucznika, zaś we wrześniu tego roku sztabsrotmistrza. Od połowy kwietnia 1917 roku służył w sztabie 8 Dywizji Piechoty. Latem 1918 roku wstąpił do wojsk Białych na Syberii. Został oficerem wydziału operacyjnego sztabu Armii Syberyjskiej. Od początku maja 1919 roku, w stopniu podpułkownika, pełnił funkcję szefa sztabu VIII Kamskiego Korpusu Armijnego. W połowie sierpnia tego roku objął funkcję wykładowcy taktyki w szkole instruktorskiej piechoty. Pod koniec listopada tego roku został szefem sztabu twierdzy Władywostok. W kwietniu 1920 roku objął funkcję szefa sztabu Orenburskiej Brygady Kozackiej na Zabajkalu. Od sierpnia 1922 roku, w stopniu pułkownika, był szefem sztabu Syberyjskiej Grupy Kozackiej. Po klęsce wojsk Białych poprzez Szanghaj przedostał się do Polski.
W listopadzie 1922 roku został przyjęty do rezerwy Wojska Polskiego, zweryfikowany w stopniu rotmistrza ze starszeństwem z 1 czerwca 1919 roku w korpusie oficerów rezerwowych jazdy i zatrzymany w służbie czynnej. Służył w 9 Pułku Strzelców Konnych we Włodawie. Pod koniec lutego 1923 roku został dowódcą 1 Szwadronu, zaś pod koniec lipca tego roku Wydzielonego Dywizjonu Pułku. W styczniu 1925 roku został przydzielony do XI Brygady Kawalerii w Augustowie na stanowisko oficera sztabu. Pod koniec listopada 1927 roku rozpoczął staż w 9 Pułku Artylerii Polowej, zaś na początku sierpnia tego roku 41 Pułku Piechoty.
Z dniem 2 listopada 1927 roku został przydzielony do Wyższej Szkoły Wojennej w Warszawie, w charakterze słuchacza kursu normalnego 1927-1929. 23 sierpnia 1929 roku, po ukończeniu kursu i otrzymaniu dyplomu naukowego oficera dyplomowanego, został przeniesiony służbowo do Dowództwa Okręgu Korpusu Nr VIII w Toruniu na stanowisko kierownika referatu wyszkolenia. Na początku maja 1930 roku został przesunięty na stanowisko kierownika referatu organizacyjnego. Pod koniec października 1931 roku został przeniesiony do Centrum Wyszkolenia Kawalerii w Grudziądzu na stanowisko głównego instruktora wyszkolenia bojowego i wykładowcę taktyki. Z dniem 1 czerwca 1934 roku został przydzielony z dyspozycji dowódcy Okręgu Korpusu Nr VIII do dyspozycji komendanta Straży Granicznej na okres trzech miesięcy. Z dniem 31 sierpnia 1934 roku został przeniesiony do rezerwy w stopniu rotmistrza z równoczesnym przeniesieniem w rezerwie do Oficerskiej Kadry Okręgowej Nr I. W tym samym roku rozpoczął służbę w Straży Granicznej w stopniu nadkomisarza.
Brak informacji o udziale w kampanii wrześniowej 1939 roku. Przedostał się do Wielkiej Brytanii, gdzie po zakończeniu II wojny światowej uczył języka rosyjskiego na uniwersytecie i w politechnice w Londynie. Następnie zamieszkał w USA. Kontynuował naukę rosyjskiego na uniwersytecie w San Francisco. Jednocześnie działał w Stowarzyszeniu Weteranów Rosyjskich, z ramienia którego został wydelegowany do Stowarzyszenia Weteranów Amerykańskich. Zajmował się dobroczynnością.